# 小杉二郎

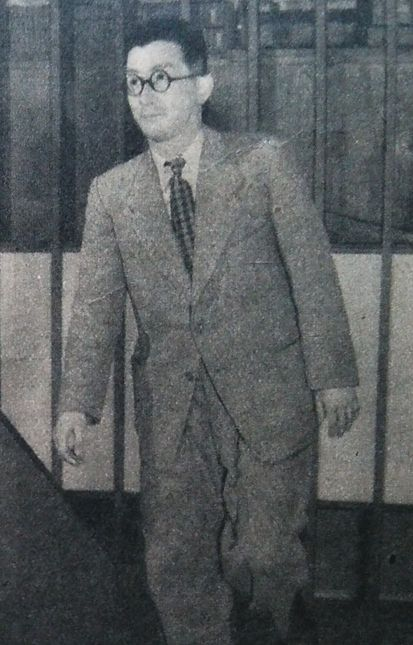
小杉二郎（『アサヒグラフ』 1952年5月7日号）

小杉 二郎（こすぎ じろう、1915年（大正4年）3月25日 - 1981年（昭和56年）2月17日）は、日本のインダストリアルデザイナー。東洋工業（現在のマツダ）の乗用車やトラック、新三菱重工業（現在の三菱重工業）のスクーター、蛇の目ミシン工業のミシンなどのデザインを手がけ、日本のインダストリアルデザイナー第一世代を代表する人物として知られる。没後38年を経た2019年（令和元年）11月、日本自動車殿堂の2019年度の殿堂者に選出された。
父は洋画家の小杉放庵、兄は美術史学者の小杉一雄、甥には洋画家の小杉小二郎（一雄の子）がいる。

## 来歴
1915年（大正4年）、東京市滝野川区にて洋画家である父・小杉放庵（国太郎）と母・ハルの二男として生まれる。1938年（昭和13年）に東京美術学校図案科を卒業。その後兵役でで車両修理の仕事に携わった後、1944年（昭和19年）に商工省工芸指導所に入所、そこでは木製航空機部品の設計部門で働くこととなった。しかし、1945年（昭和20年）4月にふたたび応召され、その後間もなく終戦を迎えた。なお、二度目の入営の直前となる3月に針重敬喜の次女、千鶴子と婚礼を挙げている（入籍は終戦直後の8月18日）。
戦後は、1947年（昭和22年）に山脇巌らと「生産工芸研究所」を設立し、1949年（昭和24年）からはフリーランスとして活動、日本におけるフリーデザイナーのパイオニア的存在として活躍。1953年（昭和28年）に「ジャノメミシン320型」が毎日新聞社主催の「第2回毎日工業デザインコンクール」で特選第一席に選ばれた。また、1952年（昭和27年）には新潟県三条市に招聘され、1981年（昭和56年）に亡くなるまで現地企業の多くの製品のデザイン指導も行った。
小杉はデザイナー団体としての活動にも携わっており、1952年（昭和27年）には小杉を含む25名のメンバーで日本インダストリアルデザイナー協会 (JIDA) を設立し、1961年までは理事、そのうち1958年（昭和33年）から1959年（昭和34年）までは理事長を務め、1974年（昭和49年）には同協会の名誉会員理事となった。JIDA理事長時代には通商産業省主導のグッドデザイン商品選定制度に反対し、会員に審査辞退を決議させたことがある。また、1960年（昭和35年）に日本で開催された世界デザイン会議は「その時期に非ず」として団体としての不参加を表明した。このほか、1955年（昭和30年）から1971年（昭和46年）まで毎日工業デザインコンクールの審査員を務めた。
1981年（昭和56年）、三条市から帰京後、1月30日に目白の小杉二郎デザイン研究室に出勤後、脳出血で倒れる。同年2月17日に逝去。墓所は栃木県日光市の小杉家墓所にある。生前に申請した特許・実用新案の数は200を超える。

## 主な仕事

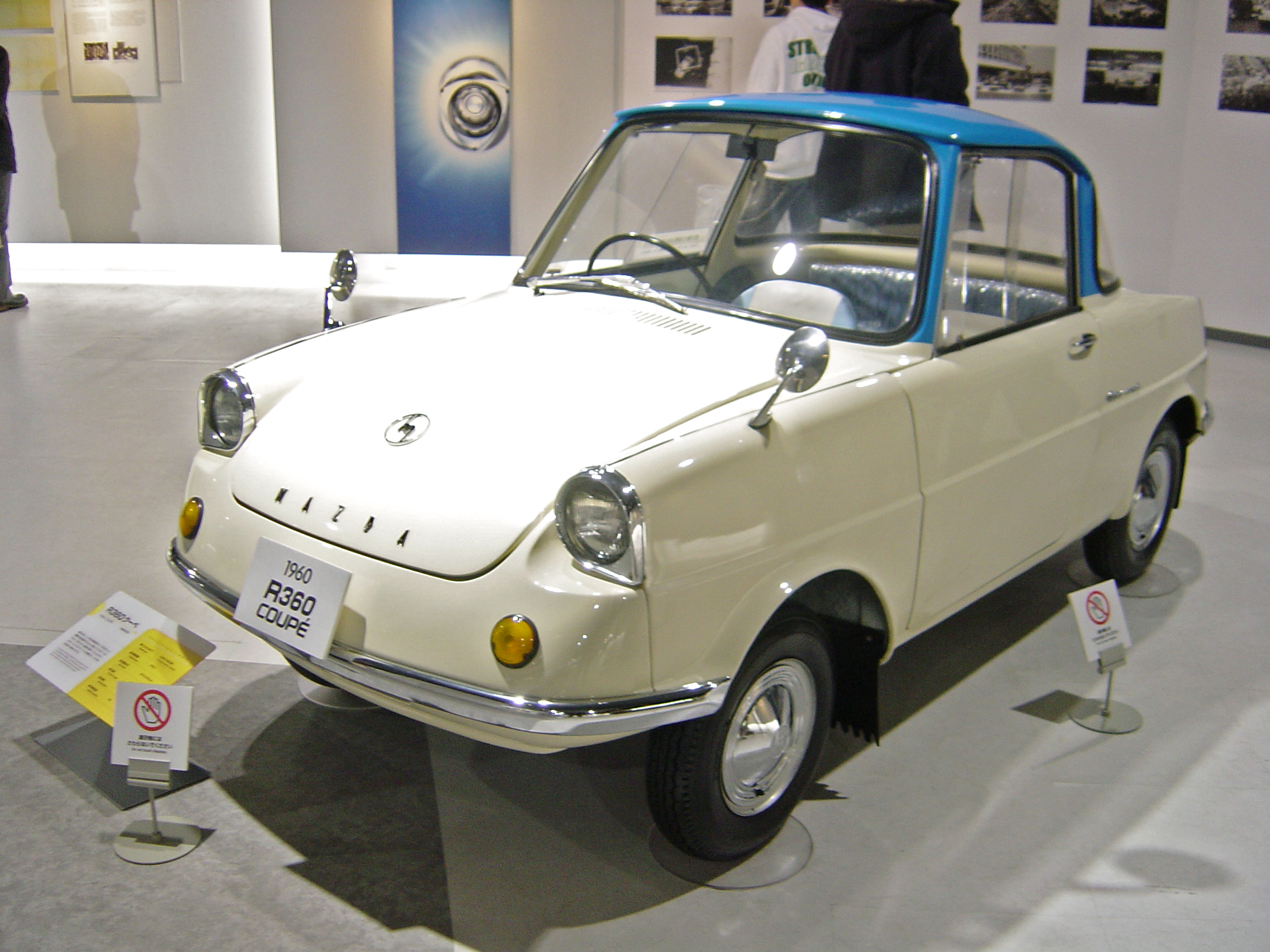
マツダ・R360クーペ

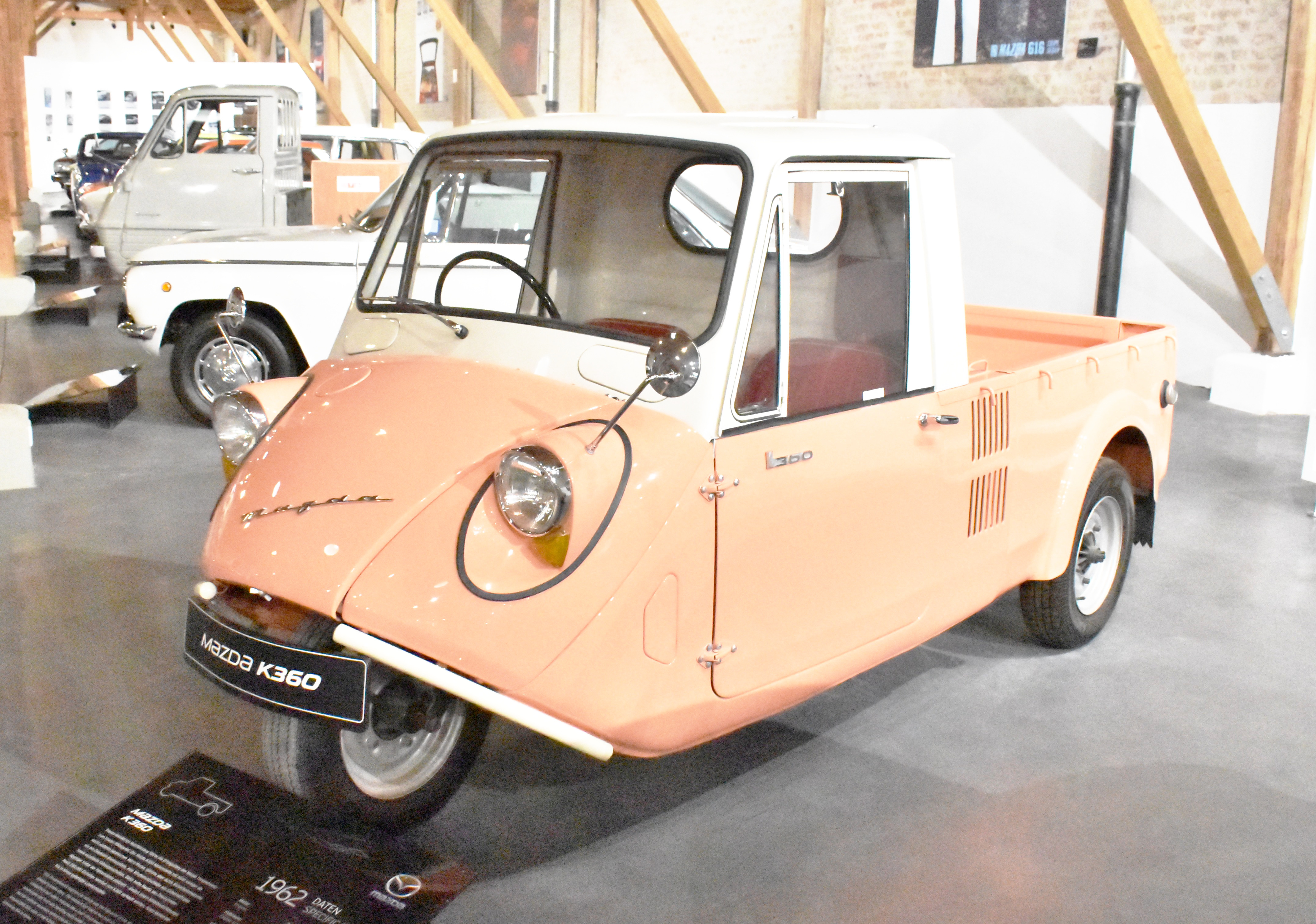
マツダ・K360

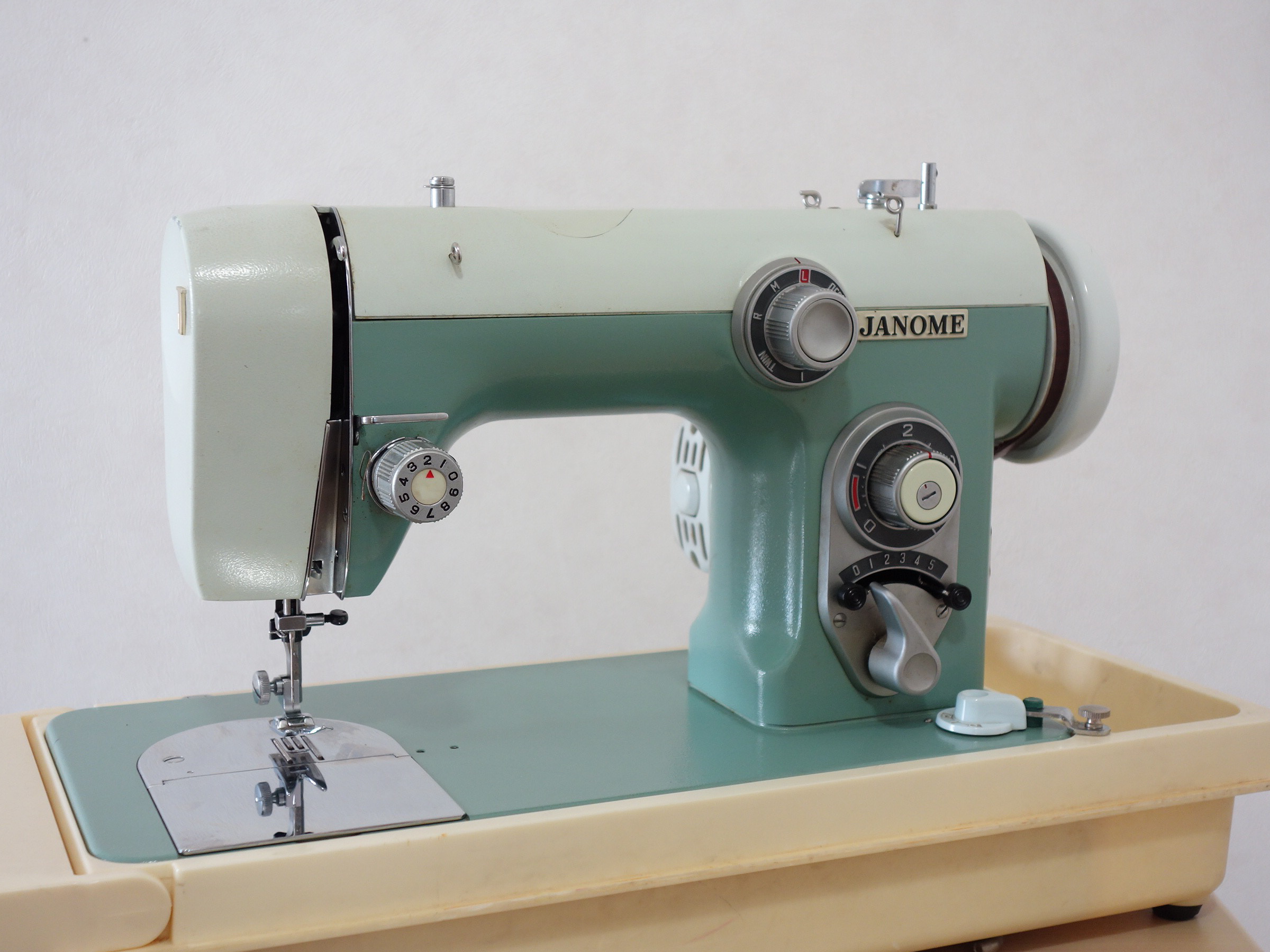
ジャノメミシン670型

### 東洋工業（現・マツダ）
東洋工業は、1948年（昭和23年）に小杉にデザインを相談したのをきっかけに、以後10年あまりにわたって多くのマツダ車のデザインを小杉が担当した。
- CT/1200（オート三輪）（1950年）[5]
- ロンパー[10]
- K360（1959年）[1]
- R360クーペ（1960年）[1]
- B360（1961年）[4]
- B1500（1961年）[4]
- T2000（1962年）[1]
- キャロル（1962年）[1] - 小杉がデザインを担当した最後の車と推定される[11]

など

### 蛇の目ミシン工業（ジャノメミシン）
蛇の目ミシン工業と小杉との関係は、小杉がデザインした「ジャノメミシン320型」が第2回毎日工業デザインコンクールで特選第一席に選ばれたことに始まる。同社は小杉のデザインをほぼそのままの形で製品化し、以後長年に渡って多くの機種のデザインを小杉が手がけた。
- 320型（1954年）- 第2回毎日工業デザインコンクールで特選第一席[1]
- 560型（1961年）[4]
- 670型（1964年）[4]
- 366型（1966年）[4]
- 801型（1971年）[4]
- 820型（1979年）[4]
- 817型（1980年）- 小杉がデザインを手がけた最後の機種[4]

など

### 新三菱重工業（現・三菱重工業）
- シルバーピジョンC-83（1958年[12]）
- シルバーピジョンC-110（1962年）[4]
- エアコン[13]

など

### 新潟県三条市の企業
- マルト長谷川工作所 KEIBAニッパー・ワイヤーストリッパー[14]
- ダイニチ工業 温風機・噴霧器[15] - ダイニチ工業は後に新潟県新潟市へ移転
- 田中衡機工業所 はかり[15]

など

### その他
- アサヒビール PRカー（1950年）
- 東京装備工業（現・トーソー） 組み立て式椅子[5]
- 日立製作所 X-Ray装置[5]
- 小林理研製作所（現・リオン） 補聴器（1956年）[4]
- 新日本電気 テレビ[16]
- 松下電器産業（現・パナソニック） 扇風機・換気扇[16]
- 熊平製作所 金庫（1960年）[4]
- MK-600（スポーツカー） - 後述[4]

など

#### MK-600
1965年（昭和40年）に発表した、一品製作の2人乗りスポーツカー。
上半分が赤、下半分が灰色のボディーを持つ。ボンネットには使用時に起き上がる丸形ポップアップ式ヘッドランプが装着され、キャビンは側窓と屋根が一体となったキャノピーで覆われている。ドアは強度の都合で上半分のみが上から下に外側に開くようになっており（従って、一般的な自動車のような前ヒンジではなく下ヒンジとなっている）、乗り降りはキャノピーを後方にスライドさせてからドアを開いて行う。
イタリアのカロッツェリアの仕事の方法に倣い、エンジンや足回り等はメーカーの既成品を使い、ボディーを自製した。ボディーは東洋化工、エンジン関係や組み立ては東洋工業およびマツダオート横浜の協力を得て製作された。小杉と、小杉の研究室のデザイナーだった松本文郎が一貫してこのプロジェクトに携わり、製作期間は図面・製図・モデル製作に1年、製作を開始してからさらに3年かかった。
主なスペックは以下の通り。
- シャシー：ラダーフレーム、パイプ溶接構造

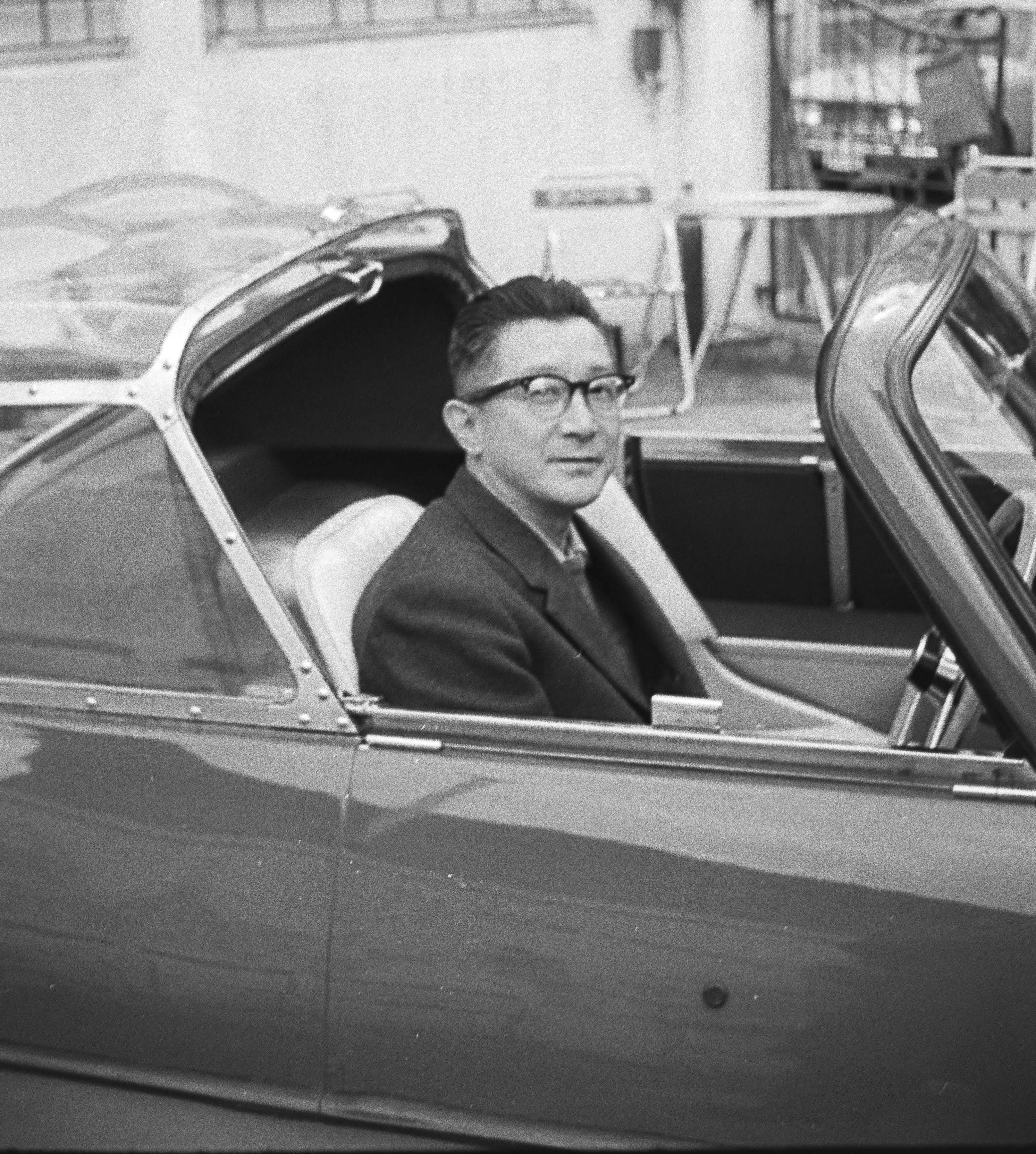
MK-600と小杉二郎（1965年12月）

- ボディー：ポリエステル（ガラス繊維強化プラスチック）
- エンジン：600 cc〔ママ〕、28 HP（マツダ・キャロル600のものを使用）
- 駆動方式：リアエンジン・リアドライブ
- サスペンション：マツダ・R360クーペのものを使用
- タイヤ：マツダ・キャロルのものを使用
- 全長：3200 mm
- 全幅：1400 mm
- 全高：1150 mm
- ホイールベース：1860 mm
- 車両重量：500 kg

## 年表
- 1915年（大正4年） - 東京市滝野川区にて出生
- 1938年（昭和13年） - 東京美術学校図案科卒業
- 1939年（昭和14年） - 兵役、中国東北部などで車両修理関係
- 1944年（昭和19年） - 商工省工芸指導所に入所、木製航空機部品の設計部門
- 1945年（昭和20年） - 再び兵役、まもなく終戦。その前後に結婚。
- 1947年（昭和22年） - 山脇巌らと「生産工芸研究所」を設立
- 1949年（昭和24年） - フリーランスとして活動開始
- 1952年（昭和27年） - 小杉を含む25名のメンバーで日本インダストリアルデザイナー協会 (JIDA) を設立
- 1952年（昭和27年） - 新潟県三条市に招聘、現地企業の多くの製品のデザイン指導を行う
- 1953年（昭和28年） - 「ジャノメミシン320型」が毎日新聞社主催の「第2回毎日工業デザインコンクール」で特選第一席に選ばれる
- 1955年（昭和30年） - 毎日工業デザインコンクールの審査員を務める（1971年（昭和46年）まで）
- 1957年（昭和32年） - 東京都目白に「小杉二郎デザイン研究室」を設立
- 1958年（昭和33年） - JIDA理事長に就任（1959年（昭和34年） まで）
- 1958年（昭和33年） - 日本大学芸術学部美術科講師（1966年（昭和41年）3月 まで）
- 1965年（昭和40年） - スポーツカー「MK-600」を発表
- 1974年（昭和49年） - JIDAの名誉会員理事に推される
- 1981年（昭和56年） - 2月17日死去

## エピソード
- 兵役で車輌修理関連の仕事につき、そこで自動車の運転を習ったり機械内部の構造を熟知したことが、後に小杉のインダストリアルデザイナーとしての仕事に役立つこととなった[5]。
- 小杉がマツダ車のデザインを担当し始めた当時、東洋工業には社内デザイナーがいなかったが、マツダ初の社内デザイナーで1958年（昭和33年）に入社した小林平治らの社内デザイナーが小杉に協力することからマツダ車のデザインに携わっていった[11]。小杉はマツダ・デザインの源流を構築したと言われている[8]。
- ジャノメミシン320型は、アメリカへの輸出において従来のミシンは1台につき13 - 18ドルだったのが、そのデザイン故に1台20ドル（当時の為替レートで7200円）で2300台売れた、との毎日新聞の記事がある[19]。
- スポーツを好み、特にテニスは自称チャンピオンの自負を持っていた[5]（なお、父の放庵もテニスを得意としていた）。
- 甥の小二郎は、二郎の影響を受けて1962年（昭和37年）に二郎が教えていた日本大学芸術学部工業デザイン科に入学した。在学中も二郎のデザイン事務所に出入りして仕事を手伝い、また、カスタムカー(MK-600) の製作のために横浜のマツダへ通っていたという。小二郎は卒業後インダストリアルデザインの道に進んだが、後に洋画家に転向した[3]。

## 著書
- 『わがインダストリアルデザイン 小杉二郎の人と作品』小杉二郎（著）工芸財団 （編集）、丸善、1983年